# Espíritu Santo (forte)
Espíritu Santo fu una fortezza spagnola situata poco a nord dell'odierno comune di Nacimiento, nella provincia di Biobío, nella regione del Bío Bío in Cile.
Si trovava sulla sponda sinistra del fiume Bío Bío, subito sotto alla sua confluenza con il Tavolevo. Fu costruito nel 1585 dal governatore Alonso de Sotomayor per difendere la valle di Catiray, in corrispondenza col forte di Santísima Trinidad sulla sponda opposta. Fu abbandonato e distrutto nel XVII secolo.